# Psychotria lavanchiei
Psychotria lavanchiei är en måreväxtart som beskrevs av Cornelis Eliza Bertus Bremekamp. Psychotria lavanchiei ingår i släktet Psychotria och familjen måreväxter. Inga underarter finns listade i Catalogue of Life.